# St. George (Alaska)
St. George es una ciudad ubicada en el Área censal de Aleutianas Occidentales en el estado estadounidense de Alaska. En el Censo de 2010 tenía una población de 102 habitantes y una densidad poblacional de 0,22 personas por km².

## Geografía
St. George se encuentra en las coordenadas 56°34′14″N 169°35′55″O / 56.57056, -169.59861. Según la Oficina del Censo de los Estados Unidos, St. George tiene una superficie total de 472.17 km², de la cual 90 km² corresponden a tierra firme y (80.94%) 382.16 km² es agua.

## Demografía
Según el censo de 2010, había 102 personas residiendo en St. George. La densidad de población era de 0,22 hab./km². De los 102 habitantes, St. George estaba compuesto por el 9.8% blancos, el 0% eran afroamericanos, el 88.24% eran amerindios, el 0% eran asiáticos, el 0% eran isleños del Pacífico, el 0% eran de otras razas y el 1.96% pertenecían a dos o más razas. Del total de la población el 0.98% eran hispanos o latinos de cualquier raza.